# Нуагизм

Работа «Sans titre» Рене Лабиеса, 1957 год

Нуагизм (фр. Nuagisme) — движение абстрактной живописи, зародившееся во Франции в середине 1950-х годов, наибольшего рассвета достигло в период с 1955 по 1973 год. Основной смысл нуагизма заключался в том, чтобы найти на картине XX века «прозрачность и глубину», которую отвергла фронтальность геометрической абстракции. Основной вклад в формирование, становление и развитие нового движения, внесли художники: Насер Ассар, Фредерик Бенрат, Мануэль Дюке, Рене Дювилье, Пьер Грациани, Рене Лабиес, Марсель Любчанский, Жан Мессажье и Фернандо Лерин.

## Термин
Термин «Nuagisme» был изобретен одним из критиков, по случаю выставки, организованной представителями движения в галерее Брето в 1959 году. Выставка имела название «Янн», и была так названа в честь героя книги Пьера Лоти. Вихри Рене Дювилье, узлы и завихрения Фредерика Бенрата и неясные формы Фернандо Лерина перевели внутренние ощущения этих художников на природные элементы, иногда напоминающие облака.
Большая часть коллективных выставок художников-нуагистов во Франции и за рубежом была организована в период с 1955 по 1973 год, в основном галеристом Жюльеном Альвардом. Художники, участвующие в этих выставках, не всегда были одинаковыми, но регулярно находили общий подход, находясь под влиянием как абстрактной американской живописи, так и восточной традиции.

## Отличия
Облачные художники раскрывают творческие способности природных эффектов, приводящих к абстрактному озеленению как связи между внешней природой и внутренним ландшафтом. Они не воспроизводят небеса в образном подходе, но раскрывают облака для их жизненного импульса, их творческого дыхания. Использование определённой техники и на ещё свежем фоне, способствует желаемому эффекту прозрачности.
Художники движения явно представлены в едином графическом стиле, который узнаваем. Их полотна, по сути, появляются в соответствии с рассветными облаками мифологических пейзажей Клода Лоррена или грозовым небом Руйасдела, а также с мимолетными перспективами Тьеполо. Уильям Тёрнер отображает в своих туманах поиск бесконечного количества вещей, восприятия за пределами реальной, предвосхищающей неформальной живописи, такой как на полотне Моне «Кувшинки».
Нуагизм находится в движении лирической абстракции, информального искусства и ташизма. Он заявляет о настоящем восстании против формы, по словам Жюльена Альварда. Форма должна быть деконструирована и перестроена навсегда. Это также отмечено использованием пустоты, которая предполагает бесконечность. Космическое измерение также присутствует. Цвета и их вариации интенсивности также лежат в основе графического подхода облачников.

## Коллективные выставки
- 1955 : Обращение к глупости (Galerie Grange, Lyon), с Бенратом, Грациани, Лаубиесом
- 1957 : Моральное искусство (Galerie Arnaud, Paris), с Бенратом, Дювилье, Грациани, Лаубиесом
- 1958 Пустота и тьма (Галерея Клебер, Париж), с Бенрат, Дювилье, Любчански
- 1959 Янн (Галерея Брето, Париж), Бенрат, Дюк, Дювилье, Лерин
- 1960 : Антагонизмы (Музей декоративного искусства, Париж), с Ассаром, Бенратом, Дювилье, Грациани, Лаубиесом, Лерин, Любчански
- 1961 : Облака (Галерея Брето, Париж), с Бенратом и Грациани
- 1964 : Облачные вспышки, прозрачность и глубина (Международная галерея современного искусства, Париж) с Ассаром, Бенратом, Дювилье, Грациани, Лаубиесом, Лерин
- 1966 : Почему мы сражаемся или цивилизация вершин (Королевские солеварни Арк и Сенанс), с Ассаром, Бенратом, Дювилье, Грациани, Лаубиесом, Лерином, Любчански
- 1970 : Три направления в современном искусстве во Франк (Музеи Мюнхена, Антверпена, Брюсселя, Дублина, Лиссабона, Порто, Милана, Флоренции), с Бенратом, Дювилье, Грациани, Лаубиесом, Лерин
- 1973 : Сам облака (Музей изобразительных искусств, Лион), с Бенратом, Дювилье, Грациани, Лаубиесом, Любчански
- 1977 : Дань Жюльену Альварду (Шато д’Анси-ле-Фран) с Ассаром, Бенратом, Лабиэсом, Лерин
- 1981 : Свет и тьма (музеи Эврё, Кламси, Перпиньяна, Буржа) с Бенратом, Дювилье, Грациани, Лаубиесом
- 2008 : Облака (Соборная церковь Св. Андрея-Шартрского музея изобразительных искусств), с Ассаром, Бенратом, Дюком, Дювильем, Грациани, Лаубием, Лерином, Любчански